# Brigida Silva de Ochoa
Brigida Silva de Ochoa (1767 - Lima, 1840) foi uma espiã patriota peruana, que trabalhou a favor da independência do Peru. Fo declara como "Filha da Pátria", pelo general José de San Martín.

## Biografia
Ochoa nasceu em 1767. Irmã de Remígio e Mateo. Casou-se com Francisco Ochoa Camargo em 1785, com quem teve dois filhos: Manuel e José.
Em 1807, seu filho mais velho Manuel trabalhava como oficial da artilharia da Coroa, e seu irmão Remígio estava preso no quartel, o que facilitou Ochoa circular pelo quartel sem levantar suspeitas. Sua função era observar o movimento do exército monarquista e passar as informações aos patriotas que se encontravam aos arredores de Lima, essas informações ajudaram na vitória dos patriotas em Maipú. Ochoa também utilizou de seu dinheiro para levar roupas e alimentos aos prisioneiros patriotas.
Em 1 de dezembro de 1822, o general José de San Martín decretou Ochoa como patriota, e meses mais tarde, declarou publicamente que Ochoa era "Hija de la Patria" (filha da pátria). O governo prometeu uma pensão mensal de 30 pesos, que nunca foram pagos. Ochoa faleceu em 1840, em Lima.

## Pós morte
Em homenagem a Ochoa, o Colégio Nacional de Mulheres de Chorrillos, recebeu seu nome. E, no ano de 2020, em comemoração ao bicentenário da Independência do Peru, o Banco Central do Peru lançou uma moeda com sua imagem.